# Woqooyi Galbeed
Woqooyi Galbeed (Somali für „Nordwesten“; arabisch وقوي غلبيد Wuqūy Ghalbayd) ist eine Region (gobolka) im Norden Somalias. Sie ist Teil des international nicht anerkannten Somaliland. Ihre Hauptstadt ist Hargeysa, das zugleich die Hauptstadt Somalilands ist.
Gemäß der Verwaltungsgliederung Somalias gehört auch die Hafenstadt Berbera am Golf von Aden zu Woqooyi Galbeed; in Somaliland bildet hingegen der Küstenstreifen von Woqooyi Galbeed eine eigene Region Saaxil mit Berbera als Hauptstadt.
Die westliche Nachbarregion Awdal gehörte zu Woqooyi Galbeed, ehe sie administrativ davon abgetrennt wurde.
Die Einwohner von Woqooyi Galbeed gehören mehrheitlich dem Somali-Clan der Isaaq an.